# Nghĩa trang liệt sĩ Thành phố Hồ Chí Minh
Nghĩa trang Liệt sĩ Thành phố Hồ Chí Minh là một nghĩa trang ở Thành phố Hồ Chí Minh. Nơi này quy tập hơn 14 ngàn anh hùng liệt sỹ đã hy sinh trong các cuộc kháng chiến chống giặc ngoại xâm, bảo vệ Tổ quốc trong đó có nhiều mộ phần của các anh hùng liệt sĩ nổi tiếng (khu vực các phần mộ tiêu biểu) như:Quản Trọng Hoàng, Quách Thị Trang, Lý Chính Thắng, Đoàn Văn Bơ, Phan Đăng Lưu, Trần Văn Ơn, Lê Văn Sĩ, Võ Văn Tần, Nguyễn Văn Trỗi

## Quá trình xây dựng
Nghĩa trang Liệt sĩ Thành phố Hồ Chí Minh được xây dựng theo Quyết định số 610/QĐ-UB của Ủy ban nhân dân Thành phố Hồ Chí Minh ngày 12 tháng 11 năm 1977 tại Long Bình, Thủ Đức, Thành phố Hồ Chí Minh).

## Một số hoạt động
Sau khi khánh thành và đưa vào hoạt động, Nghĩa trang Liệt sĩ Thành phố Hồ Chí Minh là nơi thường xuyên diễn ra các sự kiện quan trọng như truy điệu, dâng hương, thắp nến tri ân vào Ngày Thương binh Liệt sĩ, ngày Thống nhất Đất nước. Nhiều lãnh đạo cấp cao của nhà nước Việt Nam và Thành phố Hồ Chí Minh cũng từng đến dâng hương, tưởng niệm.

## Số hóa các bia mộ
Ngày 21 tháng 7 năm 2017, Thành đoàn Thành phố Hồ Chí Minh công bố công trình số hóa các bia mộ Liệt sĩ tại Nghĩa trang Liệt sĩ Thành phố Hồ Chí Minh. Theo đó, công trình được số hóa trên website www.anhhunglietsi.vn và cung cấp bộ thiết bị đầu cuối (máy tính, máy in) tại Phòng thờ Ban quản lý Nghĩa trang Liệt sĩ Thành phố. Vì lý do đặc biệt không mong muốn, trang website (www.anhhunglietsi.vn) bị lỗi do không cập nhật thường xuyên, thao tác khó khăn cho người lớn tuổi nên tạm thời các người thân, thân nhân liệt sỹ chuyển đến trang website (www.nguoiduado.vn)hoặc (thongtinlietsy.gov.vn)của Quốc Hội nhằm thao tác dễ dàng,thông tin rõ ràng hơn.
Công trình số hóa các các bia mộ liệt sĩ nằm trong các hoạt động “Đền ơn đáp nghĩa” kỷ niệm 70 năm Ngày Thương binh Liệt sĩ của Thành đoàn Thành phố Hồ Chí Minh. Công trình là sự phối hợp thực hiện bởi sinh viên các Trường Đại học Công nghệ Thông tin, Đại học Quốc gia Thành phố Hồ Chí Minh và Trường Đại học Khoa học Xã hội và Nhân văn, Đại học Quốc gia Thành phố Hồ Chí Minh trong đó Trường Đại học Công nghệ Thông tin, Đại học Quốc gia Thành phố Hồ Chí Minh phụ trách các mảng về xây dựng phần mềm, số hóa dữ liệu, số hóa bản đồ, còn Trường Đại học Công nghệ Thông tin, Đại học Quốc gia Thành phố Hồ Chí Minh thực hiện việc thông tin lưu trữ, ghi lại những thông tin, tìm kiếm và chắt lọc những thông tin, tích hợp những nguồn thông tin các ngôi một liệt sĩ
Công trình đi vào hoạt động vào 26 tháng 7 năm 2017 giúp thân nhân, gia đình, đồng đội, khách viếng… có thể tra cứu trực tiếp thông tin tìm kiếm và in bản đồ hướng dẫn đường đi đến phần mộ các anh hùng liệt sĩ. Công trình số hóa khoảng 14.300 bia mộ liệt sĩ tại Nghĩa trang Liệt sĩ Thành phố Hồ Chí Minh. Đây là lần đầu tiên danh sách thông tin liệt sĩ của Nghĩa trang Liệt sĩ Thành phố Hồ Chí Minh được công bố rộng rãi trên Internet thay vì chỉ phục vụ công tác quản lý nội bộ như trước đây. Tương lai sẽ hướng đến trở thành kênh tương tác cho thân nhân, đồng đội chia sẻ cảm xúc, cung cấp di vật, hình ảnh về liệt sĩ, giúp ích cho việc tìm kiếm hài cốt, thuận tiện cho các gia đình ở xa Thành phố Hồ Chí Minh tra cứu thuận lợi.